# Alonso Wong
Alonso Wong (10 de junio de 1993) es un deportista peruano que compite en judo. Ganó una medalla en los Juegos Panamericanos de 2019 y seis medallas en el Campeonato Panamericano de Judo entre los años 2014 y 2022.

## Palmarés internacional
| Juegos Panamericanos    | Juegos Panamericanos  | Juegos Panamericanos | Juegos Panamericanos |
| Año                     | Lugar                 | Medalla              | Categoría            |
| ----------------------- | --------------------- | -------------------- | -------------------- |
| 2019                    | Lima (Perú)           | Medalla de plata     | –73 kg               |
| Campeonato Panamericano |                       |                      |                      |
| Año                     | Lugar                 | Medalla              | Categoría            |
| 2014                    | Guayaquil (Ecuador)   | Medalla de plata     | –66 kg               |
| 2016                    | La Habana (Cuba)      | Medalla de bronce    | –73 kg               |
| 2018                    | San José (Costa Rica) | Medalla de bronce    | –73 kg               |
| 2020                    | Guadalajara (México)  | Medalla de bronce    | –73 kg               |
| 2021                    | Guadalajara (México)  | Medalla de plata     | –73 kg               |
| 2022                    | Lima (Perú)           | Medalla de plata     | –73 kg               |